# 嵐山鵜飼観光文化振興協会
嵐山鵜飼観光文化振興協会（あらしやまうがいかんこうぶんかしんこうきょうかい）（略称・鵜飼協会）とは、2018年に鵜飼文化の振興を目的として京都市右京区に設立された一般社団法人である。

## 沿革
「嵐山通船」（京都市右京区）が鳥インフルエンザの感染により多数の鵜が死亡してしまい、事業の継続が困難な状態に陥った。窮状を知った地元の野宮神社の宮司・懸野直樹が皇室と縁の深い山階鳥類研究所の博士・奥野卓司を同社社長に紹介し、同氏が音頭を取り、京都市長・門川大作が肝煎りとなって、秋篠宮文仁親王を名誉総裁に推戴して、2018年2月26日、感染症対策を強化した新しい鵜小屋の建設と鵜飼文化の振興を目的に、京都府京都市右京区嵯峨伊勢ノ上町7-1に設立された。
創設時のボードメンバーは理事長は京都産業大副学長の大西辰彦、副理事長は山階鳥類研究所長の奥野卓司と嵐山通船社長の湯川直樹である。
当初は秋篠宮文仁親王が名誉顧問に就任する予定であった。後に理事長は奥野卓司が就任している。政界からは衆議院議員の田中英之が理事に加わっている。
鵜小屋のデザイン設計については庭園建築の第一人者で大阪芸術大学教授の若生謙二を起用している。以後京都嵐山の鵜飼文化の維持・振興に貢献した。
嵐山鵜飼観光文化振興協会は2021年に解散した。

## 事業
2019年4月、京都産業大学が開講した、「学生が企業等から提供された課題を解決することを通じて、実社会で必要となる心構えや能力を身につけることを目的」とした、キャリア形成支援教育科目「O/OCF-PBL（On/Off Campus Fusion-Project Based Learning）」に参画した。
鵜小屋は「嵐山通船」の前社長の辞任に伴い2020年以降建設途中で放置され、鵜小屋の建設工事を発注した「嵐山通船」および京都府に中之島の土地使用を申請した「嵐山鵜飼観光文化振興協会」は所有権を否定した。その後、設置許可が期限切れであること、また景観の悪化を理由として、京都府が2024年2月に行政代執行によって解体し、嵐山通船にその料金を徴収した。